# Upplands runinskrifter 936
Upplands runinskrifter 936 är en försvunnen vikingatida ristad sten som funnits vid Svartbäckstull, Uppsala och Uppsala kommun. Stenens ristning består av ett rundjur och ett kors. Möjligen har det även funnits en runinskrift på stenen som förstörts. Stenens mått är ungefär 1,55 meter gånger 0,70 meter.
Johan Peringskiöld beskrev 1719 att U 936 fanns på "gamla Kutskens gård" vid Svartbäckstull. Han rapporterade även 1725 om stenen, men senare källor än så finns inte och stenen är alltså försvunnen.
Det avbildade djuret på U 936 är av samma typ som på bland andra U 176, U 980 och U 991.